# Joves d'Esquerra Nacionalista-PSM

Bandera reconeguda com a nacional pels JEN-PSM

Joves d'Esquerra Nacionalista (JEN) va ser una agrupació juvenil creada el 1987, considerada la branca juvenil del Partit Socialista de Mallorca. Es defineix, mitjançant la seva ponència política, com una organització independentista, socialista, ecologista i feminista. L'organització reconeix com a senyeres pròpies la senyera quadribarrada i la bandera vermella.
Els JEN s'organitzen mitjançant secretaries, repartides entre els diversos vocals elegits a cada congrés. A la ciutat de Palma compten amb una secció pròpia, indret on l'organització aplega més militància. Val a dir que a Menorca hi ha un col·lectiu homònim igualment anomenat JEN amb qui es tenen forts lligams.
En nombre, sempre ha representat al voltant d'un 20% de la militància del partit, coeficient que s'ha intentat sempre reflectir en les llistes electorals del PSM. Anualment participa en l'organització de la manifestació reivindicativa de la diada del 31 de desembre.

## Història
L'any 1993, durant la celebració del II Congrés, l'independentisme dels Països Catalans va prendre força dins de l'organització, adoptant el lema «Construïm el nostre futur. Cap a la independència».
El març de 1997, l'aleshores secretari general Joan Josep Mas va assolir cert ressò públic en declarar-se insubmís al servei militar obligatori. Dos anys després, la polèmica va revifar quan en el judici el fiscal va demanar la pena màxima: vuit anys d'inhabilitació.
Des de l'any 2000, organitza anualment l'Escola de tardor Jaume Serra, espai per a la reflexió i el debat. L'agost de 2005 organitzà per primera vegada el Festival Engrescat, a Vilafranca de Bonany, amb concerts, taula-rodones i conferències, que des d'ençà ha mantingut una continuïtat periòdica.
Des de l'abril de 2007 és membre de ple dret de l'Aliança Lliure Europea Jove (EFAy), partit polític europeu que aplega formacions nacionalistes, sobiranistes i progressistes d'arreu de la Unió Europea.
El 22 de juny de 2010 se celebrà a Inca el seu X Congrés ón, sota el lema «Avançam cap a una Mallorca lliure i justa», fou elegit secretari general Lluís Apesteguia i Ripoll. El Congrés comptà amb la presència de nombroses delegacions nacionals i internacionals entre les quals destacaven Galiza Nova (Galícia), Iratzarri, Eusko Gaztedi i Gazte Abertzaleak (País Basc), Joventut Nacionalista de Catalunya i Joves d'Esquerra Verda (Principat de Catalunya), Bloc Jove (País Valencià), Juventudes Andalucistas (Andalusia) i UDB-Jeunes (Bretanya). A banda, rebé el suport de les organitzacions juvenils del Bloco de Esquerda (Portugal), Sinaspismós (Grècia), Moviment al Socialime (Bolívia), Rifondazione Comunista (Itàlia), Partit d'Esquerra (Estat Francès) i Chunta Aragonesista (Aragó); així com missives de suport de les joventuts de l'Aliança Lliure Europea i d'altres grups polítics d'àmbit europeu.
El 14 d'abril de 2012 celebrà a Palma el seu XI Congrés, on fou reelegit com a secretari general Lluís Apesteguía.
El diumenge 21 de setembre de 2014 es dugué a terme, de manera extraordinària, el seu XIII Congrés a Llubí on es va escollir com a nou secretari general Albert Abad, que substituí Àlex Moll, i van renovar també l'executiva, que passà a estar formada per Guillem Caballero com a secretari d'organització; i Marta Jordà, Jaume Palou, Leire Giral, Josep Miquel Miró, Pere Joan Llompart, Andrea Cañal i Guillem Bestard com a vocals.

## Llista de secretaris generals
1. Bernat Aguiló i Siquier (1987-1989)
2. Roger Gotarredona i Fiol (1990-1992)
3. Magí Moranta i Morey (1993-1995)
4. Joan Josep Mas i Tugores (1996-2001)
5. Joan Serra i Siquier (2001-2003)
6. Josep Ferrà i Terrassa (2003-2005)
7. Francesc Garcies i Llompart (2005-2006)
8. Antoni Noguera Ortega (2006-2008)
9. Joan Ferrà i Terrassa (2008-2010)
10. Lluís Enric Apesteguia Ripoll (2010-2013)
11. Àlex Moll Jofre (2013-2014).
12. Albert Abad i Pérez (2014-...)